# Mazo de la Roche

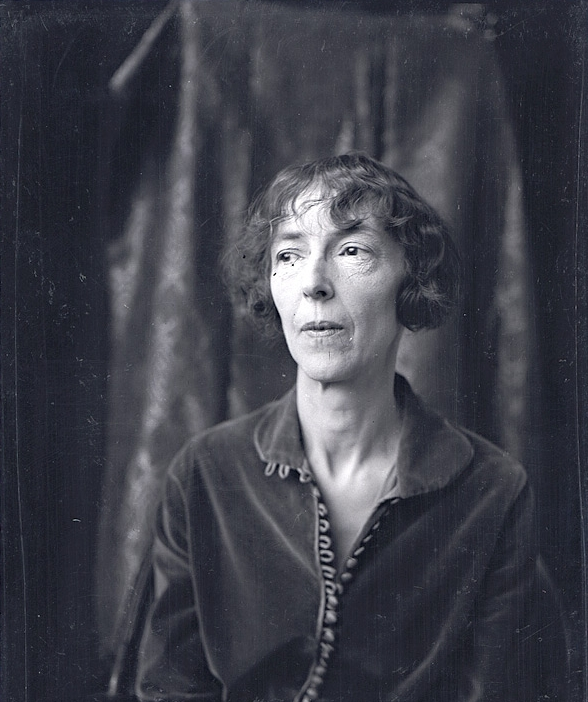
Mazo de la Roche im Jahr 1927

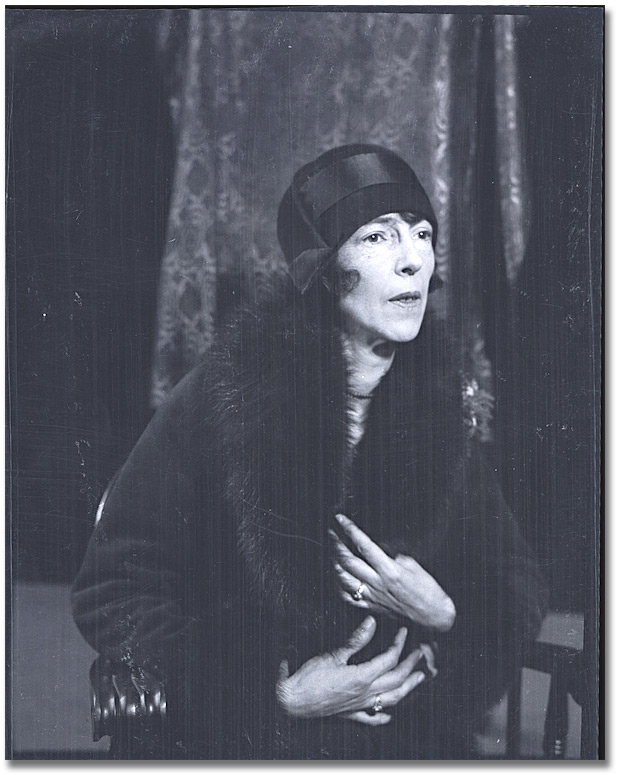
Mazo de la Roche im Jahr 1927

Mazo de la Roche (geboren am 15. Januar 1879 in Newmarket, Ontario als Mazo Louise Roche; gestorben am 12. Juli 1961 in Toronto, Ontario) war eine kanadische Schriftstellerin. Sie wurde bekannt durch die 16-teilige Jalna-Romanserie.

## Privatleben
Mazo de la Roche war das einzige Kind von William Roche und Alberta Roche. Die Familie hatte englische wie irische Wurzeln und war weitläufig verwandt mit David Willson, dem Gründer einer im 19. Jahrhundert bestehenden kanadischen Quäkersekte. Da ihr Vater als Geschäftsmann häufig umziehen musste, und auch ihre Mutter häufig krank war, wuchs sie als Einzelgängerin auf und entwickelte früh ihre eigenen fiktionalen Welten. Erste Geschichten schrieb sie bereits im Alter von neun Jahren. An einem der Orte, an dem sie mehrere Jahre verbrachte, eine ländliche Farm, wurde sie zur Schaffung des fiktiven Ortes Jalna inspiriert.
Um 1886 adoptierten ihre Eltern ihre verwaiste Cousine Caroline Clement, welche ihre Begeisterung für ihre Geschichten teilte, und mit der sie ihr Leben lang zusammenblieb. 1931 adoptierten Clement und de la Roche die zwei verwaisten Kinder ihrer Freunde.
Sie studierte an der Universität in Toronto und lebte anschließend für ein Jahrzehnt in Europa, bevor sie nach Kanada zurückkehrte.
Sie wurde in Sutton beerdigt.

## Werk
De la Roche veröffentlichte 1902 ihre erste Geschichte, doch erst nach dem Ersten Weltkrieg begann sie eine ernsthafte Karriere als Schriftstellerin. Zunächst schrieb sie Theaterstücke. Ihre ersten zwei Romane waren die zwei romantischen Werke Possession (1923) und Delight (1926). Der dritte Roman war Jalna (1927), mit dem sie den Preis des The Atlantic Monthly für den besten Roman des Jahres gewann. In der Folgezeit widmete sie Fortsetzungen zu Jalna den Großteil ihres Schaffens und erweiterte die Serie auf sechzehn Romane, in denen die Geschicke der Familie Whiteoak über den Lauf eines Jahrhunderts (zwischen 1850 und 1950) beschrieben werden. Auffällig sind Einzelheiten, die de la Roches eigener Biographie entnommen sind. In der Jalna-Serie war Young Renny (1935) mehrere Monate auf der Bestsellerliste des New York Herald Tribune. Auch Theaterstücke basierend auf Jalna wurden in London, New York und Toronto aufgeführt. 1972 produzierte das CBC eine Jalna-Fernsehserie. Etwa neun bis elf Millionen Romanexemplare der Jalna-Serie wurden weltweit verkauft.
Mazo de la Roche schrieb auch noch einige nicht mit Jalna verknüpfte Romane, etwa den Historienroman Quebec (1944).

## Ehrungen
- 1938 erhielt Mazo die Lorne Pierce Medal für Literatur der Royal Society of Canada
- In den kanadischen Städten Mississauga und London existieren Straßen, Parks und Schulen, die nach Elementen der Jalna-Serie benannt sind.
- 1990 wurde eine Schule in ihrem Geburtsort Newmarket nach de la Roche benannt.
- Die kanadische Regierung ernannte sie 1976 zu einer „Person von nationaler historischer Bedeutung“.[4]

## Hörbuch
- als DAISY-Hörbuch, vorzugsweise für Blinde: Frühling in Jalna. Folge 16. (Morning in Jalna). #1-0006761-2-9. Westdeutsche Blindenhörbücherei, 2009. Stimme Margret Schmidt-John. (Print: Günther-Verlag Stuttgart, 1964)